# Ippolito d'Este
(Ludovico Ariosto, Orlando furioso canto III ottava 56)
Ippolito d'Este (Ferrara, 20 marzo 1479 – Ferrara, 3 settembre 1520) è stato un cardinale e arcivescovo cattolico italiano, figlio di Ercole I d'Este, duca di Modena e Ferrara e della principessa Eleonora d'Aragona. Vescovo e amministratore apostolico di varie sedi (tra le altre Milano, Modena, Ferrara, Capua e in Ungheria a Strigonio ed Eger),  fu conosciuto come Cardinale d'Este o il Cardinale di Ferrara. Fu un famoso mecenate e protettore di Ludovico Ariosto, il quale gli dedicò il suo Orlando furioso (1516).

## Biografia

### Formazione

#### Soggiorno ungherese
Come terzogenito del duca Ercole, Ippolito venne immediatamente avviato alla carriera ecclesiastica. Sfruttando le parentele e le conoscenze di famiglia, nel 1485, a sei anni di età, fu già affidatario di un'abbazia. Grazie all'intercessione della zia Beatrice d'Aragona, moglie di Mattia Corvino, re d'Ungheria, nel 1487, ad otto anni, fu nominato arcivescovo di Strigonio e quindi primate d'Ungheria. Papa Innocenzo VIII non volle confermare la sua consacrazione fino al compimento del diciottesimo anno di età, quindi gli affiancò nell'amministrazione Beltramo Costabile, chierico di Ferrara. Studiò per 7 anni alla corte del re ungherese. Dopo la sua morte (1490), tornò sempre più spesso in Italia. In occasione di uno di questi viaggi, dietro insistenza del Duca di Ferrara, fu creato cardinale diacono, nel concistoro del 20 settembre 1493, da papa Alessandro VI.

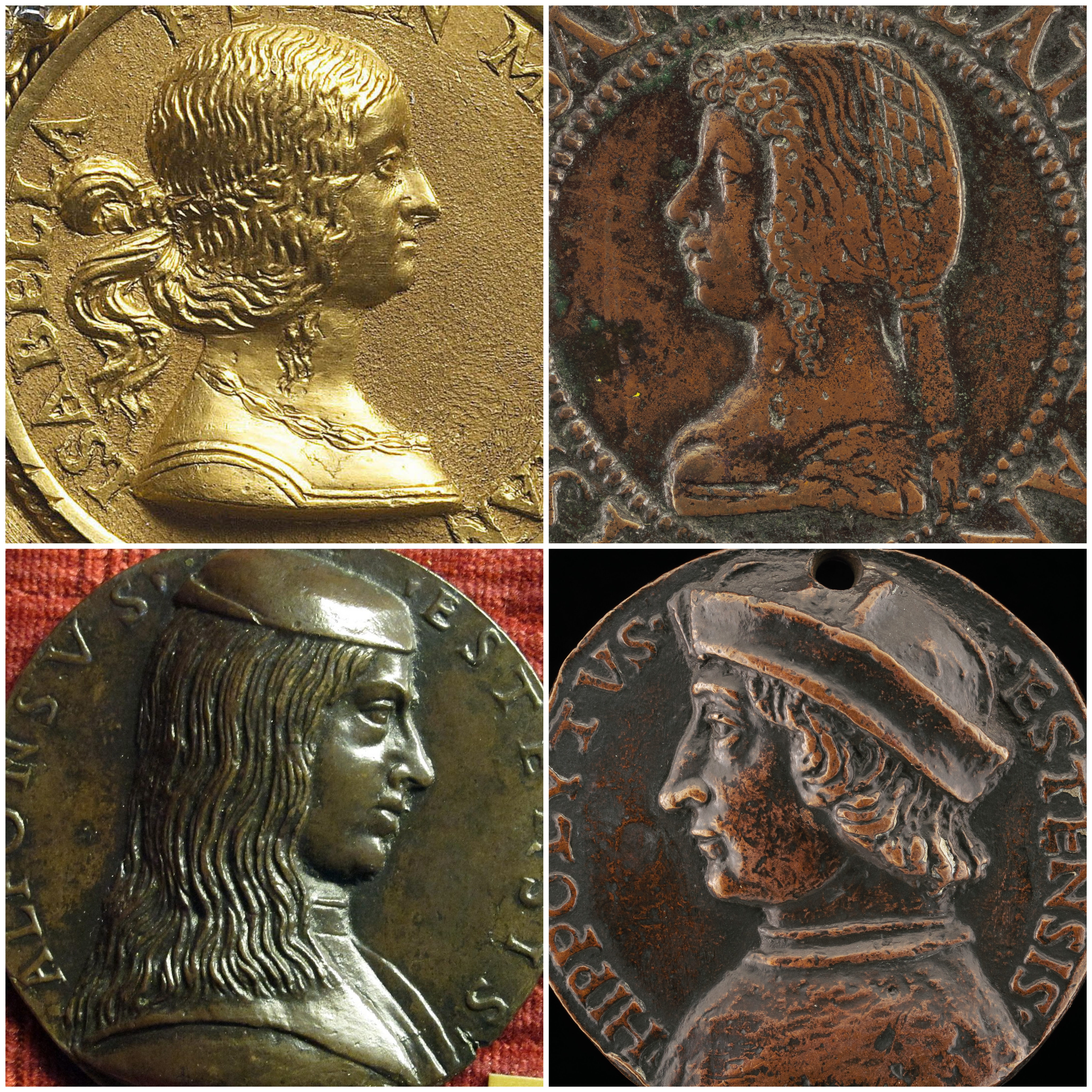
Medaglie dei fratelli d'Este a confronto: Isabella, Alfonso, Ferrante, Ippolito e Sigismondo avevano ereditato il tipico naso estense del padre; Beatrice quello leggermente all'insù della madre. Tutti inoltre erano bruni, fuorché Ferrante e Sigismondo, che avevano recuperato, come pare, il tradizionale biondo degli Este.

### Carriera ecclesiastica

#### Vari vescovadi e condotta libertina
Nel 1496, incalzato dalla peste, tornò stabilmente in Italia, anche grazie allo scambio di vescovato con Agria (che non prevedeva la residenza obbligatoria) autorizzato dal papa. A questo titolo ecclesiastico aggiunge la carica civile di főispán della contea ungherese di Heves. Il 18 settembre 1497 Alessandro VI lo preconizzò arcivescovo di Milano, sede della quale prese possesso l'anno successivo, esattamente il 6 marzo 1498. La potenza economica della famiglia è documentata anche dalla imposte pagate nel 1500 dal cardinale, che risultò il quinto per censo della Curia Romana. La sua influenza crebbe nel 1501 in occasione del matrimonio tra il fratello Alfonso I e Lucrezia Borgia: questo matrimonio gli fruttò la nomina ad arciprete di San Pietro nel settembre di quell'anno. Oltre a questi onori, com'era in uso presso la Chiesa Cattolica prima dell'avvento della Riforma e dei dettami disciplinari del Concilio di Trento, Ippolito per la sua nobile origine fu investito a livello titolare anche di altri vescovadi: «fu investito dei vescovati di Ferrara, Modena, Capua, ed ebbe in commenda innumerevoli abbazie». Le tre sedi vescovili furono tenute sino alla morte.

#### Rapporti con Giulio II
L'anno successivo i suoi rapporti con il Papa si deteriorarono a causa della politica filofrancese del padre Ercole I. Morto il Borgia, il suo successore Pio III lo nominò amministratore apostolico di Ferrara, ma con l'avvento di papa Giulio II i rapporti col Pontefice tornarono ad essere tesi. A causa di contrasti politici con il pontefice, nel 1507, Ippolito lasciò la Curia, tuttavia l'anno successivo il papa stesso si dovette congratulare con lui per la gestione della congiura dei Bentivoglio. Durante la guerra tra il Papa e Venezia contro la famiglia estense, si comportò in maniera egregia spalleggiando il fratello Alfonso I. Il 22 dicembre 1509, alla guida della famosa artiglieria ferrarese, affondò nel Po la flotta della Repubblica di Venezia nella battaglia di Polesella e bloccò l'avanzata delle armate della Serenissima, che erano giunte a minacciare la stessa Ferrara, dopo aver riconquistato il Polesine di Rovigo. Il 27 luglio dell'anno successivo il papa lo richiamò a Roma, ma sentendosi poco sicuro in Italia, Ippolito si rifugiò in Ungheria. Il 16 maggio 1511 fu uno dei cardinali firmatari della citazione ad apparire per il papa al Concilio di Pisa (scismatico), ma ad ottobre, su suggerimento del fratello, lasciò le posizioni scismatiche e fu autorizzato dal pontefice a tornare a Ferrara.

#### Ultimi anni
Nel 1513, a causa dei cattivi rapporti con il papa, tornò in Ungheria, ma due mesi dopo, senza aver partecipato al conclave, con l'elezione di papa Leone X rientrò a Ferrara. Il 22 aprile 1514 il cardinale ed i suoi parenti furono perdonati da tutte le censure in cui erano incorsi per aver partecipato alle guerre in Italia. Dopo una parentesi di quattro anni, alla morte di Ladislao II di Boemia, temendo di perdere la sede arcivescovile di Agria, tornò per l'ultima volta in Ungheria. Il 29 gennaio 1518 fu autorizzato dal papa ad accettare dal fratello, per sé e per i suoi eredi e successori, chiese e proprietà. Il 20 maggio 1519 lasciò l'arcidiocesi di Milano in favore del nipote Ippolito II d'Este: la situazione generale era in condizioni pietose. La continua assenza del porporato e la mancanza di direttive benefiche nei confronti della spiritualità dei fedeli e della preparazione del clero, unite alle devastazioni belliche tra i francesi e gli sforzeschi dall'altro, gettarono un'ombra buia sull'operato del primo cardinale d'Este sulla sedia ambrosiana.

### Morte
Morì nella sua città, in occasione del suo ultimo rientro in Italia, il 3 settembre 1520. Fu sepolto nella cattedrale di Ferrara. Nel 1607, i suoi resti furono spostati ai piedi del sepolcro di papa Urbano III, insieme a quelli del cardinale Giovanni Salviati, e posti in un'urna di marmo.

## Aspetto e personalità
Così lo descrive il contemporaneo Luigi da Porto:
(Lettera di Luigi da Porto, 19 gennaio 1510.)
Eugenio Cazzani, nel suo Vescovi ed Arcivescovi di Milano, ricorda il temperamento violento e mondano di questo principe della Chiesa, certo ereditato dal padre Ercole, non diversamente dai fratelli Alfonso e Beatrice. «Il suo temperamento crudele ed i costumi libertini» lo spinsero ad invaghirsi di una parente della cognata, Angela. Questa, però, si era invaghita del fratellastro di Ippolito, Giulio, e quando il porporato le chiese perché preferiva il fratello, lei rispose che i soli occhi di Giulio valevano più dell'intero Ippolito. Allora il cardinale, approfittando di una battuta di caccia, gli fece tendere un agguato e gli fece quasi cavare gli occhi in sua presenza. Tra il 1502 e il 1503 ebbe per amante la cugina Sancia d'Aragona.

## Mecenatismo

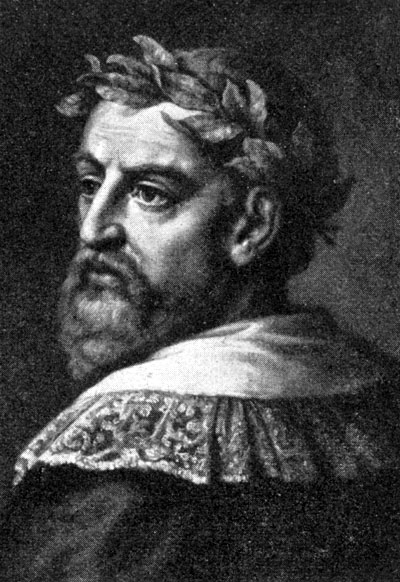
Incisione di Ludovico Ariosto. I rapporti fra l'autore dellOrlando furioso e il cardinale d'Este non furono mai improntati all'armonia.

Il nome di Ippolito d'Este è legato a quello del poeta ferrarese Ludovico Ariosto, che entrò al servizio del cardinale d'Este nel 1503 per sopperire ai bisogni famigliari. Il legame, secondo quanto riportato dall'Ariosto, non doveva essere tra i migliori, in quanto veniva pagato poco e, soprattutto, doveva starsene lontano dalla sua Ferrara per seguire le ambascerie del cardinale. Il motivo della rottura tra i due uomini avvenne quando, nell'agosto 1517, Ippolito intendeva recarsi alla sua sede episcopale di Eger. Ludovico Ariosto si rifiutò adducendo motivi di salute e familiari e, davanti a queste scuse, il cardinale minacciò il poeta di privarlo di tutti i benefici e rendite che gli aveva in precedenza concesso. L'Ariosto scrisse per questo evento una satira, indirizzata ai due (il fratello Alessandro e Ludovico da Bagno) che si erano recati con Ippolito ad Eger, sottolineando sia le pesanti condizioni di vita del servitore e al contempo la sua libertà di essere umano davanti ai ricatti del porporato:
(Ludovico Ariosto, Satira I)

## Discendenza
Dalla sua amante Dalida de' Puti ebbe due figli illegittimi:
- Ludovico (legittimato nel 1551 dal conte palatino Antonio Campeggi di Bologna);
- Elisabetta, che sposò Giberto II Pio, signore di Sassuolo.

## Nella cultura di massa
- Nella miniserie del 1981 I Borgia, Ippolito è impersonato da Brian Coburn.
- Nella pellicola del 2004 Le grandi dame di casa d'Este, di Diego Ronsisvalle è impersonato da Massimiliano Di Grazia.
- Nella pellicola del 2005 E ridendo l'uccise di Florestano Vancini, è impersonato da Vincenzo Bocciarelli.
- Nella serie televisiva francese del 2011-2014 I Borgia è impersonato da Marc Pickering.

## Ascendenza
|                         |                     |                         | Genitori                      |  |  | Nonni |  |  | Bisnonni         |  |  | Trisnonni         |  |
|                         |                     |                         |                               |  |  |       |  |  | Alberto V d'Este |  |  | Obizzo III d'Este |  |
|                         |                     |                         |                               |  |  |       |  |  | Alberto V d'Este |  |  | Obizzo III d'Este |  |
|                         |                     | Lippa Ariosti           |                               |  |  |       |  |  | Alberto V d'Este |  |  |                   |  |
| Niccolò III d'Este      |                     |                         |                               |  |  |       |  |  | Alberto V d'Este |  |  |                   |  |
|                         |                     | Isotta Albaresani       | Alberto Albaresani            |  |  |       |  |  |                  |  |  |                   |  |
|                         |                     | Isotta Albaresani       | Alberto Albaresani            |  |  |       |  |  |                  |  |  |                   |  |
|                         |                     | Isotta Albaresani       | ...                           |  |  |       |  |  |                  |  |  |                   |  |
| Ercole I d'Este         |                     | Isotta Albaresani       |                               |  |  |       |  |  |                  |  |  |                   |  |
|                         |                     | Tommaso III di Saluzzo  | Federico II di Saluzzo        |  |  |       |  |  |                  |  |  |                   |  |
|                         |                     | Tommaso III di Saluzzo  | Federico II di Saluzzo        |  |  |       |  |  |                  |  |  |                   |  |
|                         |                     | Tommaso III di Saluzzo  | Beatrice di Ginevra           |  |  |       |  |  |                  |  |  |                   |  |
| Ricciarda di Saluzzo    |                     | Tommaso III di Saluzzo  |                               |  |  |       |  |  |                  |  |  |                   |  |
|                         |                     | Margherita di Roucy     | Ugo II di Pierrepont          |  |  |       |  |  |                  |  |  |                   |  |
|                         |                     | Margherita di Roucy     | Ugo II di Pierrepont          |  |  |       |  |  |                  |  |  |                   |  |
|                         |                     | Margherita di Roucy     | Bianca di Coucy               |  |  |       |  |  |                  |  |  |                   |  |
| Ippolito d'Este         |                     | Margherita di Roucy     |                               |  |  |       |  |  |                  |  |  |                   |  |
|                         | Alfonso V d'Aragona | Ferdinando I d'Aragona  |                               |  |  |       |  |  |                  |  |  |                   |  |
|                         | Alfonso V d'Aragona | Ferdinando I d'Aragona  |                               |  |  |       |  |  |                  |  |  |                   |  |
|                         | Alfonso V d'Aragona | Eleonora d'Alburquerque |                               |  |  |       |  |  |                  |  |  |                   |  |
| Ferdinando I di Napoli  | Alfonso V d'Aragona |                         |                               |  |  |       |  |  |                  |  |  |                   |  |
|                         |                     | Gueraldona Carlino      | Enrico Carlino                |  |  |       |  |  |                  |  |  |                   |  |
|                         |                     | Gueraldona Carlino      | Enrico Carlino                |  |  |       |  |  |                  |  |  |                   |  |
|                         |                     | Gueraldona Carlino      | ...                           |  |  |       |  |  |                  |  |  |                   |  |
| Eleonora d'Aragona      |                     | Gueraldona Carlino      |                               |  |  |       |  |  |                  |  |  |                   |  |
|                         |                     | Tristano di Chiaromonte | Deodato II di Clermont-Lodève |  |  |       |  |  |                  |  |  |                   |  |
|                         |                     | Tristano di Chiaromonte | Deodato II di Clermont-Lodève |  |  |       |  |  |                  |  |  |                   |  |
|                         |                     | Tristano di Chiaromonte | Isabella di Roquefeuil        |  |  |       |  |  |                  |  |  |                   |  |
| Isabella di Chiaromonte |                     | Tristano di Chiaromonte |                               |  |  |       |  |  |                  |  |  |                   |  |
|                         |                     | Caterina di Taranto     | Raimondo Orsini del Balzo     |  |  |       |  |  |                  |  |  |                   |  |
|                         |                     | Caterina di Taranto     | Raimondo Orsini del Balzo     |  |  |       |  |  |                  |  |  |                   |  |
|                         |                     | Caterina di Taranto     | Maria d'Enghien               |  |  |       |  |  |                  |  |  |                   |  |
|                         |                     | Caterina di Taranto     |                               |  |  |       |  |  |                  |  |  |                   |  |

## Incarichi ricoperti
- Protonotaro apostolico;
- Abate commendatario dell'Abbazia di Pomposa, diocesi di Ferrara dal 12 dicembre 1485 al 1º maggio 1492;
- Arcivescovo di Strigonio dal 21 maggio 1487 al 19 dicembre 1497;
- Abate commendatario dell'abbazia benedettina di Saint Genes de Brixello dal 2 maggio 1492;
- Cancelliere del Re d'Ungheria;
- Creato cardinale diacono nel concistoro del 20 settembre 1493;
- Titolare della diaconia di Santa Lucia in Silice dal 23 settembre 1493 alla morte;
- Arcivescovo di Milano dall'8 novembre 1497 al 20 maggio 1519;
- Arcivescovo di Eger dal 20 dicembre 1497 alla morte;
- Arciprete della Basilica Patriarcale di San Pietro in Vaticano dal settembre 1501 alla morte;
- Arcivescovo Metropolita di Capua dal 20 luglio 1502 alla morte;
- Elettore al secondo conclave del 1503;
- Vescovo di Ferrara dall'8 ottobre 1503 alla morte;
- Vescovo di Modena e Abate Commendatario di Nonantola dal 1507 alla morte;
- Cardinale protodiacono dal giugno 1519;

## Stemma
| Immagine | Blasonatura |
| -------- | --- |
| \| \|    | Ippolito d'Este Cardinale Stemma della famiglia d'Este. Lo scudo, accollato a una croce astile patriarcale d'oro, posta in palo, è timbrato da un cappello con cordoni e nappe di rosso. Le nappe, in numero di trenta, sono disposte quindici per parte, in cinque ordini di 1, 2, 3, 4, 5. |
|          | |